# Донисан, Михай
Михай Донисан (рум. Mihai Donisan; род. 24 июля 1988, Бухарест) — румынский легкоатлет, специалист по прыжкам в высоту. Выступает за сборную Румынии по лёгкой атлетике с 2009 года, победитель Игр франкофонов, чемпион Балкан, многократный победитель и призёр первенств национального значения.

## Биография
Михай Донисан родился 24 июля 1988 года в Бухаресте, Румыния.
Впервые заявил о себе в лёгкой атлетике на международном уровне в сезоне 2009 года, когда вошёл в состав румынской национальной сборной и выступил на молодёжном европейском первенстве в Каунасе, где в зачёте прыжков в высоту закрыл десятку сильнейших. Позднее также одержал победу на Играх франкофонов в Бейруте.
В 2010 году принял участие в чемпионате Европы в Барселоне, но выйти в финал не смог.
Будучи студентом, 2011 году представлял Румынию на Универсиаде в Шэньчжэне, стал серебряным призёром на чемпионате Балкан в Сливене.
В 2012 году стартовал на чемпионате мира в помещении в Стамбуле, занял восьмое место на чемпионате Европы в Хельсинки.
В 2013 году прыгал на чемпионате Европы в помещении в Гётеборге и на чемпионате мира в Москве, получил серебро на Играх франкофонов в Ницце, с личным рекордом 2,31 победил на чемпионате Балкан в Стара-Загоре.
В 2014 году выступил на чемпионате мира в помещении в Сопоте, был вторым на чемпионате Балкан в Питешти, показал восьмой результат на чемпионате Европы в Цюрихе.
В 2015 году состязался на чемпионате Европы в помещении в Праге и на чемпионате Европы в Пекине.
Выполнив олимпийский квалификационный норматив (2,29), Донисан удостоился права защищать честь страны на летних Олимпийских играх в Рио-де-Жанейро, однако весной 2016 года провалил допинг-тест — его проба показала наличие запрещённого вещества мельдония. В итоге спортсмена отстранили от участия в соревнованиях на два года.
По окончании срока дисквалификации в 2018 году Михай Донисан возобновил спортивную карьеру.